# Acer washingtonense
Acer washingtonense — вимерлий вид клена, описаний за одним викопним листком і чотирма викопними самарами. Вид відомий виключно з відкладень раннього еоцену, відкритих на північному сході штату Вашингтон, США. Це один із трьох видів, що належать до вимерлої секції Торада.

## Опис
Листки Acer washingtonense прості за будовою, з ідеально актинодромною жилковою структурою та загалом широкою еліптичною формою. Листки неглибоко трилопатеві, з п'ятьма основними жилками і мають 5.0 сантиметрів завширшки та приблизно 7.5 сантиметрів завдовжки в загальному розмірі. A. washingtonense має просту структуру зубів, подібну до викопних видів Аляски A. alaskense і A. douglasense та сучасного виду A. spicatum. Самари мають чіткі роздвоєні хребти на горішку, які є унікальними для секції Торада. Загальна форма самари яйцеподібна із середньою довжиною до 2.6 сантиметрів і шириною крил 0.7 сантиметрів. Парні самари A. washingtonense мають кут прикріплення 45°, а шрам прикріплення на горішку становить 0.4 сантиметра. Попри те, що за морфологією вони дуже схожі на A. toradense, два ймовірно споріднені види можуть бути розділені грубою сіткою жилок, яка є на A. toradense, а не на A. washingtonense.